# Xénochronie
La xénochronie est une technique de studio développée par Frank Zappa, probablement à fin des années 1960. Ce néologisme est basé sur les mots grecs xeno (étranger) et chrono (temps)

## Explication
La xénochronie consiste à placer un morceau de musique dans un autre contexte musical, un solo de guitare par exemple, ce qui rend les deux parties généralement asynchrones.

## Exemples
- Friendly Little Fingers sur l'album Zoot Allures est l'un des pionniers de cette technique, montant deux morceaux de deux années différentes (1973 et 1975).
- On The Bus, titre présent sur l'album Joe's Garage. Le solo est celui du titre Inca Roads, joué en concert le 21 mars 1979, que l'on peut entendre en intégralité sur l'album One Shot Deal, sous le titre Occam's Razor. Dans Joe's Garage, ce solo est coupé, monté, puis greffé sur une musique enregistrée en studio, avec un tempo différent et une musique enregistrée en studio.
- Outside Now et Keep It Greasy, sur l'album Joe's Garage, ont pour point commun d'avoir des bouts du même solo, Systems of Edges, joué le 31 mars 1979, issu du morceau City of Tiny Lites, ce n'est pas City of Tiny Lites, c'est un extrait de  Inca Roads, que l'on peut entendre sur l'album Guitar.